# Hemixos flavala
A Hemixos flavala a verébalakúak (Passeriformes) rendjébe, ezen belül a bülbülfélék (Pycnonotidae) családjába és a Hemixos nembe tartozó faj. 20-21 centiméter hosszú. Banglades, Bhután, India, Kambodzsa, Kína, Laosz, Malajzia, Mianmar, Nepál, Thaiföld és Vietnám nedves erdőiben él. Gyümölcsökkel és rovarokkal táplálkozik. Áprilistól júliusig költ.

## Alfajok
- H. f. flavala (Blyth, 1845) – észak-Indiától északnyugat-Mianmarig és dél-Kínáig;
- H. f. bourdellei (Delacour, 1926) – dél-Kína, kelet-Mianmar, északkelet-Thaiföld, észak- és közép-Laosz;
- H. f. remotus (Deignan, 1957) – dél-Laosz, dél-Vietnám, északkelet-Kambodzsa;
- H. f. hildebrandi (Hume, 1874) – dél-Mianmar, nyugat-Thaiföld;
- H. f. davidsoni (Hume, 1877) – dél-Mianmar, délnyugat-Thaiföld.

## Fordítás
- Ez a szócikk részben vagy egészben  az   Ashy bulbul című angol Wikipédia-szócikk fordításán alapul.  Az eredeti cikk szerkesztőit annak laptörténete sorolja fel. Ez a jelzés csupán a megfogalmazás eredetét és a szerzői jogokat jelzi, nem szolgál a cikkben szereplő információk forrásmegjelöléseként.